# Park Narodowy Isojärvi
Park Narodowy Isojärvi (fiń. Isojärven kansallispuisto, szw. Isojärvi nationalpark) – park narodowy w południowej Finlandii, w regionie Finlandia Środkowa. Leży przy drodze nr 3284 Kuhmoinen – Länkipohja (gmina Jämsä). Został utworzony w 1982 roku. Zajmuje powierzchnię 22 km². Zarządcą Parku Narodowego Isojärvi, podobnie jak wszystkich pozostałych fińskich parków narodowych, jest państwowe przedsiębiorstwo Metsähallitus.

## Opis parku
Park Narodowy Isojärvi obejmuje zalesione wzgórza i doliny wokół jeziora Isojärvi. Tereny parku są położone na wysokościach przeciętnie 100–150 m n.p.m. Tutejsze jeziora są głębokie i czyste. Isojärvi, największe jezioro parku, jest wąskie i leży w uskoku powstałym wskutek pęknięcia skorupy ziemskiej. Jego brzegi są skaliste. Małe jeziora leśne zarastają, a na ich brzegach tworzą się torfowiska. Typy lasu są bardzo zróżnicowane. Do występujących tu drzew należą: świerk, sosna, topola osika, lipa drobnolistna, czeremcha zwyczajna.

## Turystyka
Dla turystów wyznaczono kilka rozpoczynających się przy parkingach Heretty i Kalalahti oznaczonych tras spacerowych oraz dwie ścieżki dydaktyczne o długości 3,5 i 3 km. Istnieje tu także trasa dla rowerów górskich.
W Parku Narodowym Isojärvi zachowały się stare chaty drwali, rybaków i inne obiekty mieszkalne i gospodarcze. Chatę drwali w Heretty, zbudowaną zimą 1946–47, przywrócono do stanu pierwotnego i obecnie służy jako muzeum, a w sezonie letnim działa w niej kawiarnia.
Jezioro Isojärvi jest długie i wąskie, nadaje się do wypraw kajakowych, można także wynająć łódź wiosłową. W wyznaczonych miejscach można rozbić namiot i rozpalić ognisko, latem grupom turystów wynajmowana jest chata Lortikka. Zimą po terenie parku można poruszać się na nartach.

## Fauna
Do występujących na terenie tutejszych jezior ptaków należą nur czarnoszyi (Gavia arctica) i rdzawoszyi (Gavia stellata).
W parku żyje dość liczna populacja bobrów kanadyjskich, sprowadzonych do Finlandii z Kanady, gdyż rodzime bobry europejskie zostały wytępione w połowie XIX w. w wyniku polowań. Po raz pierwszy bobry te zauważono w tym rejonie pod koniec lat 80. XX w., gdy zasiedliły jezioro Salmijärvi leżące na skraju parku narodowego. Sylwetka bobra znajduje się w logo parku narodowego.